# Rehlingen (Sarre)
Pour les articles homonymes, voir Rehlingen (homonymie).
Rehlingen est un quartier de la commune allemande de Rehlingen-Siersburg en Sarre, dans le district de Sarrelouis. Jusqu'en 1815 c'était une commune de la Moselle et un chef-lieu de canton.

## Toponymie
Anciens noms : Rellingen, Reling, Rhéling, Relling et Rehling.

## Lieux et monuments

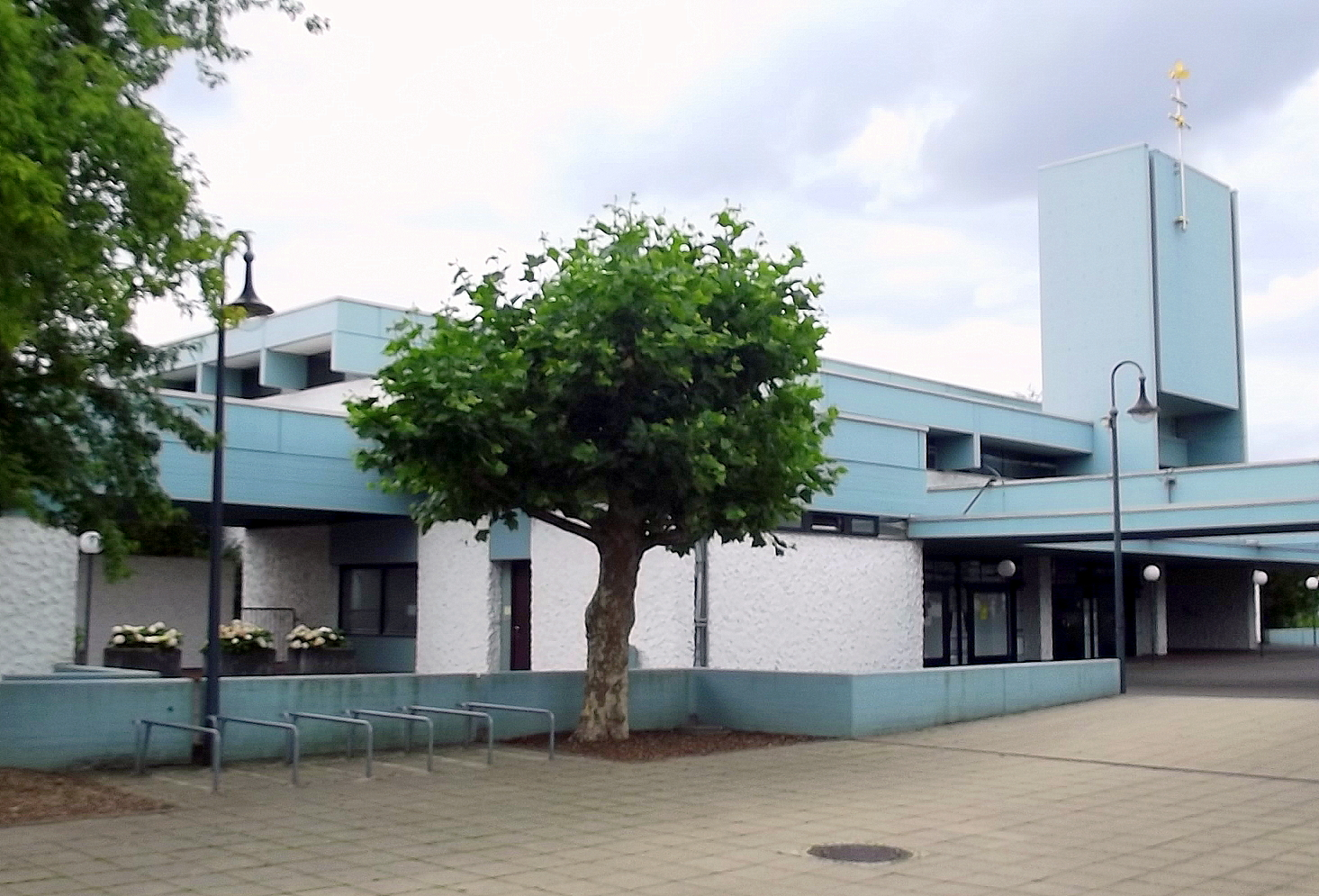
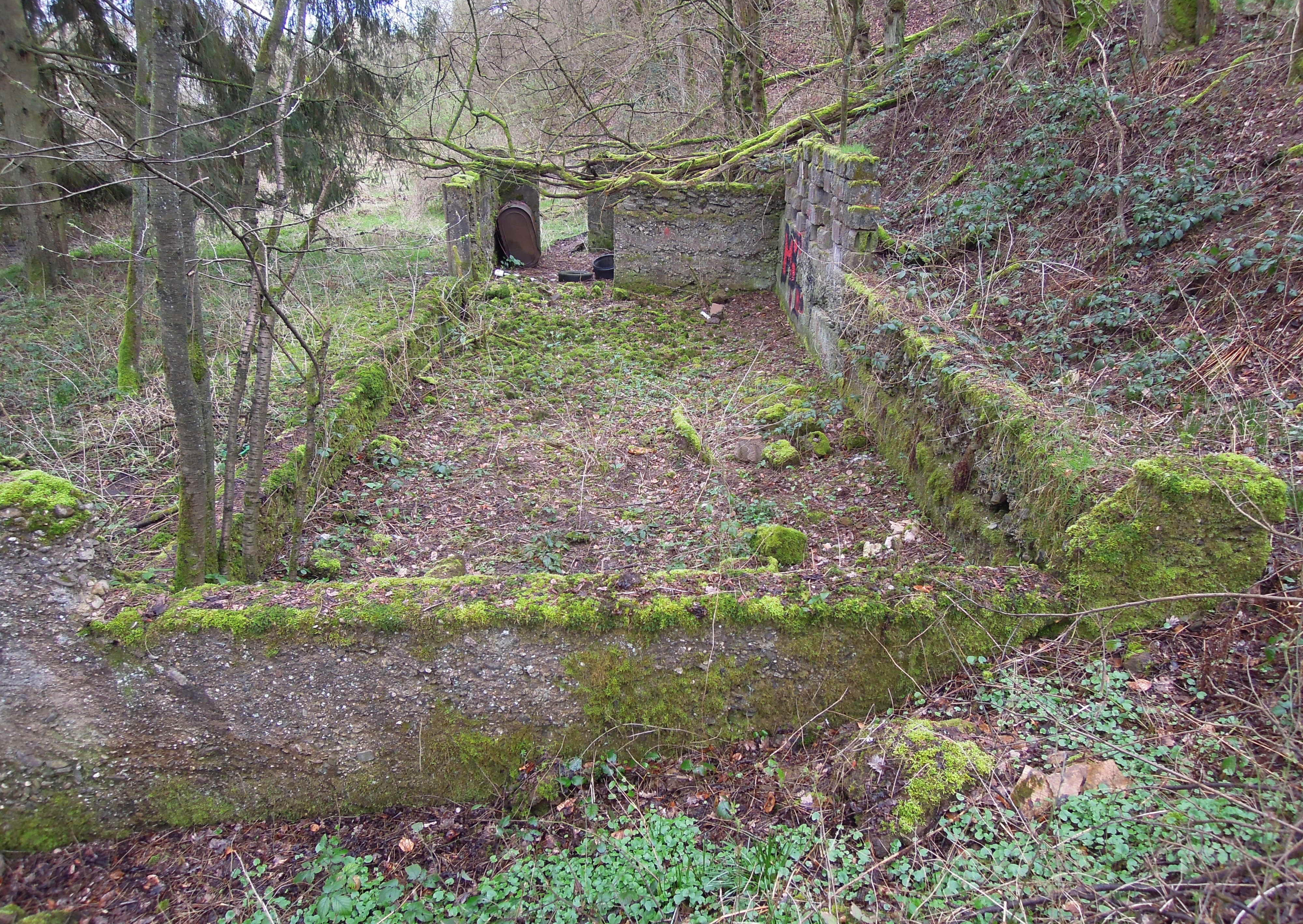